# Trend Micro
A Trend Micro egy japán biztonságiszoftver-cég.

## Története[1]
Több mint 30 éve a Trend Micro víziója az volt, hogy a világ biztonságos legyen a digitális információk terén.
1988-ban a Trend Micro-t Steve Chang, Jenny Chang és Eva Chen közösen alapították vírusvédelmi szoftverek kifejlesztésére, de nem állt meg ott. Az elmúlt három évtizedben piacvezető lett a hibrid felhőbiztonság, a hálózati védelem, a kisvállalkozások biztonsága és a végpontbiztonság terén.

## Termékek[2]
- Trend Micro Maximum Security
- Trend Micro Internet Security
- Trend Micro Antivirus+ Security
- Trend Micro Antivirus for Mac
- Trend Micro Mobile Security
- Dr. Safety
- Password Manager
- Home Network Security
- Trend Micro ID Safe
- HouseCall
- HouseCall for Home Networks
- NewAnti-Ransomware tools
- Fraud Buster
- Ultimate Service Bundle
- Premium Service Bundle
- Ransom Buster
- Crypto Ransomware File Decryptor Tool
- Lock Screen Ransomware Tool
- RootkitBuster
- HijackThis Open Source Utility